# Коммуны Бельгии
Коммуна (нидерл. gemeente, фр. commune, нем. Gemeinde) — низшая административная единица Бельгии. Входит в состав провинции (Фламандский и Валлонский регионы) или непосредственно в состав округа (Брюссельский столичный округ). Коммуна может состоять из одного или нескольких поселений, не имеющих статус города, небольшого города и нескольких сельских поселений или одного большого города (во фламандском и валлонском регионах). Коммуны Брюссельского столичного района являются городскими районами.

## Структура управления коммуны
Управляющий орган коммуны — муниципалитет.
Главой муниципалитета является бургомистр (нидерл. burgemeester, фр. maire) — представитель политической партии, набравшей большее число голосов на муниципальных выборах. Законодательный орган — совет муниципалитета (нидерл. gemeenteraad). Совет избирается раз в шесть лет всеобщим прямым голосованием на муниципальных выборах одновременно во всей Бельгии (последний раз — 8 октября 2012 года, следующие выборы пройдут 8 октября 2018 года); при этом на таких выборах имеют право голоса не только граждане Бельгии, но и иностранные граждане, живущие длительное время в данной коммуне. Исполнительный орган муниципалитета — совет заместителей бургомистра (нидерл. schepencollege) (по образованию, публичным работам и.т.д).
Место заседания совета коммуны и совета заместителей бургомистра — ратуша (нидерл. stadhuis а городах, нидерл. gemeentehuis в населённых пунктах, не имеющих городского статуса).